# Loge L'Union Royale
Loge L'Union Royale is s een vrijmetselaarsloge gevestigd in Den Haag, onder obediëntie van het Grootoosten der Nederlanden. Zij werd opgericht in 1734 als Loge du Grand-Maître des Provinces Unies et du ressort de la Généralité. Na een wijziging van naam naar L’Union en een fusie met La Royale ontstond de huidige naam van de broederschap. Wekelijks komen de mannelijke leden samen voor een rituele bijeenkomst of voor een lezing, die door een van de leden wordt verzorgd. Loge L'Union Royale is de oudste nog operationele vrijmetselaarsloge in Nederland.

## Geschiedenis
Nog voor de oprichting van de Haagse loge waren er al maçonnieke activiteiten in Nederland. De introductie kwam vanuit Engeland en enkele bijeenkomsten vonden al plaats in 1720 - 1721, te Rotterdam. James Anderson, een Schots predikant en vrijmetselaar, vermeldde dat in 1731 in Den Haag voor een speciale gelegenheid een loge werd gehouden; onder leiding van John Theophilus Desaguliers werd de toekomstige Rooms-Duitse Keizer Frans I Stefan ingewijd in de vrijmetselarij.
Nederlands eerste loge werd opgericht door Vincent la Chapelle, een Britse vrijmetselaar uit Londen, wat een belangrijk centrum van de broederschap was (en is). Het eerste gebouw waarin de loge bijeenkwam, was de Haagse herberg ‘Lion d’Or’, in de inmiddels verdwenen Hofstraat, net achter het Spui. De eerste bijeenkomst van de loge vond plaats in november 1734, volgens de maçonnieke jaartelling in 5734. Een jaar later werd de loge Le Véritable Zèle in Den Haag opgericht, ook startte in Amsterdam de loge De la Paix. In de Amsterdamsche Saturdagsche Courant werd een bericht van deze oprichting geplaatst, dat de al aanwezige, negatieve opinie ten opzichte van de broederschap versterkte. 
Vanuit kerk en wereldlijke maatschappij namelijk werd de vrijmetselarij bekritiseerd. Er waren uit het Engels vertaalde schotschriften in omloop, die de ‘gruwelijke eed’ van de vrijmetselaars aan de kaak stelden en de vrijmoedige kijk op geloofszaken bekritiseerden. Op 25 juni 1737 hield de Congregatie van de Inquisitie een beraadslaging over de vrijmetselarij waaraan paus Clemens XII zelf deelnam. De Staten van Holland meenden dat de vrijmetselaars een politiek doel hadden en vreesden de band tussen de welgestelde maçons en Prins Willem IV - dit alles speelt zich af tijdens het tweede stadhouderloze tijdperk, een periode waarin de Staten van Holland geen Oranje boven zich geplaatst wensten. Vanwege vermeende losbandigheid, drinkgelagen en godslastering werd een verbod uitgevaardigd. Wat echter ook mee zou kunnen spelen is de hiërarchische organisatie, het geheime karakter en de ideeën van de vrijmetselarij.
Loge "du Grand-Maître" hervatte haar bijeenkomsten in 1744, inmiddels werd de vrijmetselarij gedoogd. Vijf jaar later werd de naam van de loge gewijzigd in "L'Union". In 1752 ontstond een nieuwe Haagse loge, "La Royale", waarmee L’Union in 1757 fuseerde. La Royale is een van de loges geweest die verantwoordelijk was voor het ontstaan van de "Groote Nationale Loge der Nederlanden", een overkoepelende organisatie van loges. Dit is de voorloper van het huidige Grootoosten der Nederlanden.

## Logezegel
Aan de hand van het zegel van L'Union blijkt het specifieke gebruik door vrijmetselaars van symboliek. Het loge-zegel laat een man en een vrouw zien, die elkaar de hand reiken. De eerste draagt een kroon, de tweede een diadeem. Zij bevinden zich in een tempel, in klassieke stijl, met mozaïekvloer. In de linkerhand houdt de man een passer, een typisch vrijmetselaarsteken. Op het altaar is een offervlam aangestoken en is een alziend oog afgebeeld. De afgebeelde handeling wordt verlicht door een stralenbundel, afkomstig uit de loge. In het centrum van de stralenbundel is een winkelhaak te zien, ook een typisch vrijmetselaarssymbool.
Onder dit beeld is een Latijnse spreuk te lezen:
"Felix qui hæc sapit", waarvan de betekenis in het Nederlands is: gelukkig hij die dit weet.